# Piotr Sawczuk
Piotr Henryk Sawczuk (ur. 29 stycznia 1962 w Puczycach) – polski duchowny rzymskokatolicki, doktor prawa kanonicznego, biskup pomocniczy siedlecki w latach 2013–2019, biskup diecezjalny drohiczyński od 2019.

## Życiorys
Urodził się 29 stycznia 1962 w Puczycach w rodzinie Henryka i Zofii z domu Guberska, prowadzących gospodarstwo rolne w Kornicy. W 1981 ukończył naukę w Liceum Ogólnokształcącym im. Józefa Ignacego Kraszewskiego w Białej Podlaskiej i złożył egzamin dojrzałości. W latach 1981–1987 odbył studia filozoficzno-teologiczne w Wyższym Seminarium Duchownym w Siedlcach. 6 czerwca 1987 w katedrze Niepokalanego Poczęcia Najświętszej Maryi Panny w Siedlcach został wyświęcony na prezbitera  przez Jana Mazura, miejscowego biskupa diecezjalnego. W 1988 na Wydziale Teologicznym Katolickiego Uniwersytetu Lubelskiego uzyskał magisterium z teologii. W 1989 rozpoczął studia specjalistyczne na Wydziale Prawa Kanonicznego Akademii Teologii Katolickiej w Warszawie. Magisterium z prawa kanonicznego uzyskał w 1992, zaś doktorat z prawa kanonicznego otrzymał w 1996 po obronie dysertacji «Communicatio in sacris» w kanonicznym prawie karnym.
W latach 1987–1989 pracował jako wikariusz w parafii Przemienia Pańskiego w Wisznicach. W czasie studiów doktoranckich był kapelanem loretanek warszawskich. W 1989 został pracownikiem kurii diecezji siedleckiej. W latach 1989–1990 był notariuszem w sądzie biskupim. W 1993 został sędzią sądu biskupiego. Od 1996 do 2003 pełnił funkcję notariusza kurii diecezjalnej. W 2003 został kanclerzem kurii. 7 listopada 2009 objął również urząd wikariusza generalnego. Ponadto w 2003 został z urzędu członkiem rady kapłańskiej, a w 2007 wszedł w skład kolegium konsultorów. Brał czynny udział w pracach II Synodu Diecezji Siedleckiej, pełniąc funkcje przewodniczącego Komisji Przygotowawczej (od 2011) i członka Komisji Głównej (od 2012). Jako delegat biskupów siedleckich udzielał sakramentu bierzmowania i przeprowadzał wizytacje kanoniczne w parafiach. W 2003 został kanonikiem honorowym, zaś w 2009 kanonikiem gremialnym i prałatem scholastykiem Kapituły Katedralnej Siedleckiej. W 2010 papież Benedykt XVI nadał mu godność kapelana Jego Świątobliwości.
W 1996 został wykładowcą prawa kanonicznego w siedleckim seminarium duchownym. W latach 1996–2011 ten sam przedmiot wykładał również w Instytucie Teologicznym w Siedlcach.
19 stycznia 2013 papież Benedykt XVI mianował go biskupem pomocniczym diecezji siedleckiej ze stolicą tytularną Ottana. Święcenia biskupie otrzymał 6 kwietnia 2013 w katedrze Niepokalanego Poczęcia Najświętszej Maryi Panny w Siedlcach. Głównym konsekratorem był Zbigniew Kiernikowski, biskup diecezjalny siedlecki, zaś współkonsekratorami arcybiskup Celestino Migliore, nuncjusz apostolski w Polsce, i Henryk Tomasik, biskup diecezjalny radomski. Jako zawołanie biskupie przyjął słowa „Nomini Tuo da gloriam” (Twemu Imieniu daj chwałę). W 2014 w związku z przeniesieniem dotychczasowego biskupa diecezjalnego Zbigniewa Kiernikowskiego do diecezji legnickiej do czasu objęcia diecezji przez Kazimierza Gurdę pełnił funkcję administratora apostolskiego diecezji.
17 czerwca 2019 papież Franciszek przeniósł go na urząd biskupa diecezjalnego diecezji drohiczyńskiej. 19 lipca 2019 kanonicznie objął diecezję, a dzień później odbył ingres do katedry Trójcy Przenajświętszej w Drohiczynie.
W ramach Konferencji Episkopatu Polski został w 2013 delegatem ds. Duszpasterstwa Polskich Przetwórców Żywności, a w 2014 delegatem ds. Duszpasterstwa Prawników i członkiem Rady Prawnej.